# Diaphorina truncata
Diaphorina truncata är en insektsart som beskrevs av Crawford 1924. Diaphorina truncata ingår i släktet Diaphorina och familjen rundbladloppor. Inga underarter finns listade i Catalogue of Life.